# Terra Nova (filme australiano)
Terra Nova é um filme produzido na Austrália e lançado em 1998, sob a direção de Paul Middleditch.